# Affing
Affing es un municipio alemán, ubicado a 10 km de Augsburgo en el distrito de Aichach-Friedberg, en Suabia, Baviera. El municipio tiene un área de 44.85 km². Según datos de diciembre de 2003 la población asciende a 5.140, de los cuales 2.248 son mujeres y 2.591 son varones. La densidad poblacional es de 115 habitantes por km².
Los distritos (pueblos) del municipio son: Affing con Iglbach, Anwalting, Aulzhausen, Bergen, Frechholzhausen, Gebenhofen, Haunswies, Katzenthal, Miedering, Mühlhausen y Pfaffenzell.

## Ciudades hermanadas
- Łobez (Polonia), desde 1997.